# گراهام (تگزاس)
گراهام، تگزاس(به انگلیسی: Graham, Texas) شهری در ایالت تگزاس از ایالات جنوبی ایالات متحده آمریکا است. در سرشماری سال ۲۰۰۰، جمعیت این شهر ۸۷۱۶ نفر اعلام شد.